# 湖南蛇根草
湖南蛇根草（学名：Ophiorrhiza hunanica）为茜草科蛇根草属的植物，是中国的特有植物。分布在中国大陆的湖南等地，生长于海拔400米的地区，一般生于山谷密林中，目前尚未由人工引种栽培。